# Gissac
Gissac är en kommun i departementet Aveyron i regionen Occitanien i södra Frankrike. Kommunen ligger  i kantonen Camarès som ligger i arrondissementet Millau. År 2022 hade Gissac 96 invånare.

## Befolkningsutveckling
Antalet invånare i kommunen Gissac
Referens: INSEE